# Joanna Gleason
Joanna Gleason (nata Joanna Hall; Toronto, 2 giugno 1950) è un'attrice canadese, attiva in ambito teatrale, televisivo e cinematografico.

## Biografia
Figlia di Monty Hall, è nota soprattutto per aver interpretato nel 1988 la moglie del fornaio nella prima produzione di Broadway del musical di Stephen Sondheim Into the Woods, per cui ha vinto il Drama Desk, l'Outer Critics Circle ed il Tony Award alla miglior attrice protagonista in un musical. Ha recitato in numerosi altri musical, tra cui The Music Man, I Love My Wife, Dirty Rotten Scoundrels ed Happiness. Ha recitato inoltre in diverse serie televisive, tra cui The Good Wife e Blue Bloods, e film come Hannah e le sue sorelle o Prima o poi mi sposo.

## Vita privata
Si è sposata tre volte: prima dal 1975 al 1982 con l'attore Paul G. Gleason da cui prese il cognome che mantenne anche dopo il divorzio e da cui ha avuto un figlio, Aaron David (1979); poi dal 1984 al 1990 con Michael Bennahum e dal 1994 è sposata con l'attore Chris Sarandon.

## Filmografia

### Cinema
- Hannah e le sue sorelle (Hannah and Her Sisters), regia di Woody Allen (1986)
- Heartburn - Affari di cuore (Heartburn), regia di Mike Nichols (1986)
- Crimini e misfatti (Crimes and Misdemeanors), regia di Woody Allen (1989)
- Amici per sempre (The Boys), regia di Glenn Jordan (1991)
- F/X 2 - Replay di un omicidio (F/X2), regia di Richard Franklin (1991)
- Goodbye Mr. Holland (Mr. Holland's Opus), regia di Stephen Herek (1995)
- American Perfekt, regia di Paul Chart (1997)
- Boogie Nights - L'altra Hollywood (Boogie Nights), regia di Paul Thomas Anderson (1997)
- Prima o poi mi sposo (The Wedding Planner), regia di Adam Shankman (2001)
- Matrimonio per sbaglio (Wedding Daze), regia di Michael Ian Black (2006)
- Sex and the City, regia di Michael Patrick King (2008)
- My Sassy Girl, regia di Yann Samuell (2008)
- The Women, regia di Diane English (2008)
- The Rebound - Ricomincio dall'amore (The Rebound), regia di Bart Freundlich (2009)
- Last Vegas, regia di Jon Turteltaub (2013)
- Uniti per sempre (The Skeleton Twins), regia di Craig Johnson (2014)

### Televisione
- Hello, Larry - serie TV, 37 episodi (1979-1980)
- Il mio amico Arnold (Diff'rent Strokes) - serie TV, 5 episodi (1979-1980)
- Henry e Kip (Bosom Buddies) - serie TV, 1 episodio (1981)
- Con affetto, tuo Sidney (Love, Sidney) - serie TV, 1 episodio (1982)
- American Playhouse - serie TV, 2 episodi (1989-1991)
- Love & War - serie TV, 67 episodi (1992-1995)
- Oltre i limiti (The Outer Limits) - serie TV, 1 episodio (1996)
- E.R. - Medici in prima linea (ER) - serie TV, 3 episodi (1996)
- Tre vite allo specchio (If These Walls Could Talk) - film TV, regia di Nancy Savoca (1996)
- Temporarily Yours - serie TV, 6 episodi (1997)
- Murphy Brown - serie TV, 1 episodio (1997)
- Friends - serie TV, 2 episodi (1998)
- Oh Baby - serie TV, 28 episodi (1998-2000)
- Bette - serie TV, 18 episodi (2000-2001)
- The Practice - Professione avvocati (The Practice) - serie TV, 2 episodi (2001)
- West Wing - Tutti gli uomini del Presidente (The West Wing) - serie TV, 5 episodi (2001-2002)
- The Unusuals - I soliti sospetti (The Unusuals) - serie TV, 1 episodio (2009)
- The Good Wife - serie TV, 3 episodi (2009-2012)
- How to Make It in America - serie TV, 1 episodio (2010)
- Royal Pains - serie TV, 1 episodio (2011)
- Blue Bloods - serie TV, 2 episodi (2013)
- The Newsroom - serie TV, 1 episodio (2014)
- Sensitive Skin - serie TV, 6 episodi (2014-2016)
- The Affair - Una relazione pericolosa (The Affair) - serie TV, 3 episodi (2015)
- Unbreakable Kimmy Schmidt - serie TV, 1 episodio (2018)

### Doppiaggio
- King of the Hill - 8 episodi (1997-2004)

## Teatrografia parziale
- It's Only a Play, di Terrence McNally. Manhattan Theatre Club di New York (1986)
- Into the Woods, di Stephen Sondheim e James Lapine. Old Globe di San Diego (1986), Al Hirschfeld Theatre di Broadway (1987)
- La strana coppia, di Neil Simon. Belasco Theatre di Broadway (1991)
- The Normal Heart, di Larry Kramer. Public Theater di New York (2004)
- Sons of the Prophet, di Stephen Karam. Laura Pels Theatre di New York (2012)

## Riconoscimenti
- Tony Award
  - 1985 – Candidatura per la miglior attrice non protagonista in un'opera teatrale per A Day in the Death of Joe Egg
  - 1988 – Miglior attrice protagonista in un musical per Into the Woods
  - 2005 – Candidatura per la miglior attrice non protagonista in un musical per Dirty Rotten Scoundrells
- Drama Desk Award
  - 1985 – Candidatura per la migliore attrice non protagonista in un'opera teatrale per A Day in the Death of Joe Egg
  - 1986 – Migliore attrice non protagonista in un'opera teatrale per It's Only a Play e Social Security
  - 1988 – Migliore attrice non protagonista in un musical per Into the Woods
  - 2005 – Candidatura per la migliore attrice non protagonista in un musical per Dirty Rotten Scoundrels
- Outer Critics Circle Award
  - 1988 – Migliore attrice in un musical per Into the Woods
  - 2005 – Candidatura per la migliore attrice non protagonista in un musical per Dirty Rotten Scoundrels
  - 2012 – Candidatura per la migliore attrice non protagonista in un'opera teatrale per Sons of the Prophet

- Theatre World Award
  - 1977 – Miglior esordiente per I Love My Life

## Doppiatrici italiane
Nelle versioni in italiano delle opere in cui ha recitato, Joanna Gleason è stata doppiata da:
- Aurora Cancian in Prima o poi mi sposo, Blue Bloods
- Roberta Greganti in Crimini e misfatti
- Anna Rita Pasanisi in Boogie Nights - L'altra Hollywood
- Sonia Scotti in The Rebound - Ricomincio dall'amore
- Melina Martello in Last Vegas
- Solvejg D'Assunta in Hannah e le sue sorelle
- Stefania Patruno in Matrimonio per sbaglio
- Daniela Abbruzzese in My Sassy Girl
- Michetta Farinelli in The Women